# ستيف باترسون (كرة سلة)
ستيف باترسون (بالإنجليزية: Steve Patterson) مواليد 24 يونيو 1948، كان مدرب كرة سلة أمريكي ولاعب. بدأ مسيرته الاحترافية في سنة 1971. تم اختياره من قبل فريق كليفلاند كافالييرز خلال الدرافت. بلغ طوله 6 قدم 9 بوصة (2.1 م). اعتزل اللعب في 1977. لعب مع كليفلاند كافالييرز وشيكاغو بولز.

## روابط خارجية
- ستيف باترسون على موقع إن بي أي (الإنجليزية)
- ستيف باترسون على موقع سبورتس رفرنس (الإنجليزية)
- ستيف باترسون على موقع كلية كرة السلة في سبورتس رفرنس.كوم (الإنجليزية)
- ستيف باترسون على موقع ريلجم (الإنجليزية)
- ستيف باترسون على موقع بروبوليرز (الإنجليزية)
- ستيف باترسون على موقع كلية كرة السلة في سبورتس رفرنس.كوم (الإنجليزية)